# نیو مالدن
latitudeنیو مالدنlongitudeنیو مالدن
نیو مالدن (به انگلیسی: New Malden) یک ناحیه در لندن است که در منطقه سلطنتی کینگستون آپون تیمز واقع شده‌است.

## نگارخانه

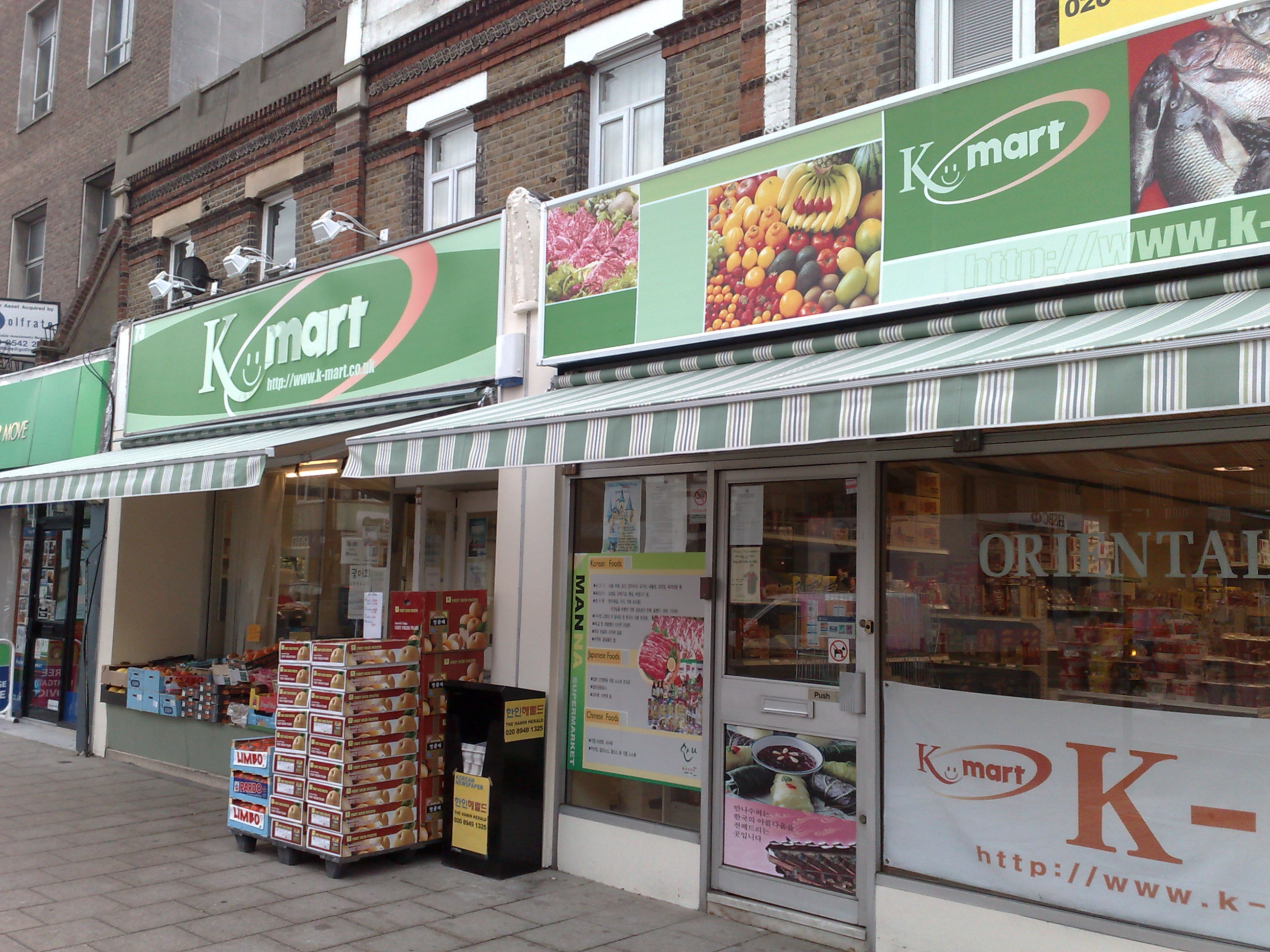
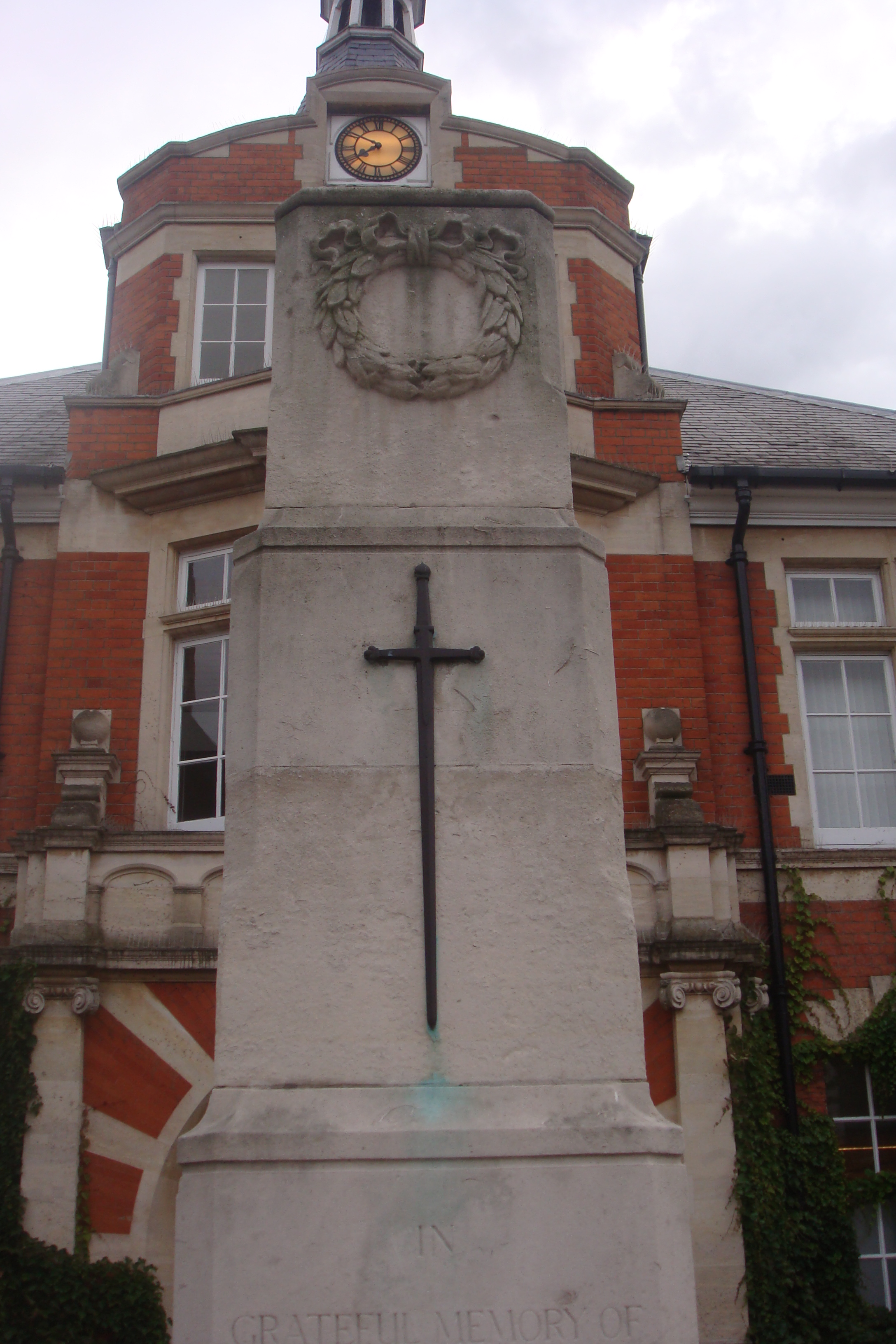